# Динклаге
Динклаге (нем. Dinklage) — город в Германии, в земле Нижняя Саксония.
Входит в состав района Фехта. Население составляет 12 815 человек (на 31 декабря 2010 года). Занимает площадь 72,646 км². Официальный код — 03 4 60 003.
Город подразделяется на 6 городских районов.
| Год  | Население |
| ---- | --------- |
| 1990 | 9 294     |
| 1995 | 10 859    |
| 2000 | 11 813    |
| 2005 | 12 612    |
| 2010 | 12 755    |